# Horner Bund
Der Horner Bund war ein am 3. Oktober 1608 gegründeter Zusammenschluss der meist protestantischen Stände von Niederösterreich, denen sich auch die von Oberösterreich anschlossen, zur Verteidigung ihrer Interessen und Rechte gegenüber dem Landesherren Matthias. Der Landesherr musste den Ständen auch in der Konfessionsfrage entgegenkommen. Der Bund blieb bestehen und wurde wegen der Unterstützung des böhmischen Aufstandes gewaltsam aufgelöst.

## Vorgeschichte
Die meist protestantischen Stände von Ober- und Niederösterreich hatten sich im Streit zwischen Kaiser Rudolf II. und seinem Bruder Matthias („Bruderzwist im Haus Habsburg“) auf die Seite von Matthias gestellt. Die Unterstützung der österreichischen, ungarischen und mährischen Stände sorgte dafür, dass Matthias im Vertrag von Lieben am 23. Juni 1608 eine Aufteilung der Macht zwischen ihm und Kaiser Rudolf durchsetzen konnte. Matthias bekam Österreich, Ungarn und Mähren, während Rudolf Böhmen, Schlesien und die Lausitz behielt.
Um als Landesherr anerkannt zu sein, bedurfte es der Huldigung durch die Stände. Das übliche Verfahren einer Huldigung in den österreichischen Ländern war, dass der neue Landesherr zunächst die Privilegien der Stände garantieren musste, ehe diese ihm offiziell huldigten. Matthias suchte die Reihenfolge umzukehren, was zum sogenannten „Huldigungsstreit“ mit den mehrheitlich protestantischen Ständen führte. Umstritten war vor allem das Recht auf die Ausübung der evangelischen Religion.

## Geschichte
Der niederösterreichische Adel versammelte sich in der Kleinstadt Horn (Niederösterreich), die der protestantischen Familie von Puchheim gehörte. Dort kamen 166 Adelige zusammen: 73 Herren aus 34 Geschlechtern und 93 Ritter aus 68 Familien. Nach polnischem Vorbild bildeten sie eine Konföderation gegen Matthias. Sie schrieben Steuern aus und bewaffneten ihre Untertanen. Sie bekräftigten ihren Willen, erst dann den Huldigungseid zu leisten, wenn Matthias seinerseits die Rechte der Stände anerkennen und bestimmte Gravamina abstellen würde. Ein Bündnis, das denselben Zielen diente, wurde mit den oberösterreichischen Ständen geschlossen.
Im Jahr 1609 kam es zu einem Vergleich, der den Ständen Zugeständnisse auch in der Konfessionsfrage machte. Daraufhin leisteten diese dem Landesherr den Treueeid. Der Bund löste sich allerdings nicht auf. Zu Beginn des Dreißigjährigen Krieges war der Horner Bund mit den ebenfalls ständisch geprägten Aufständischen in Böhmen verbündet. Daraufhin eroberte der kaiserliche General Charles Bucquoi Horn. Die Führungsperson Reichhardt von Puchheim wurde als Rebell verurteilt. Der Bund wurde für aufgelöst erklärt.